# Polana pod Żlebiną
Polana pod Żlebiną – polana na północnych stokach słowackich Tatr Bielskich. Nazwę polany utworzył Władysław Cywiński w 4 tomie przewodnika Tatry, Witold Henryk Paryski wymienia ją jako polana Zielony Ogród. Znajduje się w dolinie Żlebina, po wschodniej stronie koryta Żlebińskiego Potoku, i nieco na południe od miejsca, w którym potok ten łączy się ze Strzystarskim Potokiem tworząc Bielski Potok. Polana ma owalny kształt, wymiary około 200 × 50 m i położona jest na wysokości około 1140–1180 m. Na jej południowy kraniec z Kościółków opada bardzo stromy żleb, na wschodni – porośnięte lasem zbocze Żlebińskich Turni i Żlebińskiej Przełęczy. Na północnym obrzeżu polany stoi chatka Tatrzańskiego Parku Narodowego i drewutnia, na środku paśnik dla zwierzyny.
Do polany dochodzą 4 wyraźne ścieżki i jedna  zanikająca.